# Tharra nitida
Tharra nitida är en insektsart som beskrevs av Nielson 1975. Tharra nitida ingår i släktet Tharra och familjen dvärgstritar. Inga underarter finns listade i Catalogue of Life.